# Croma

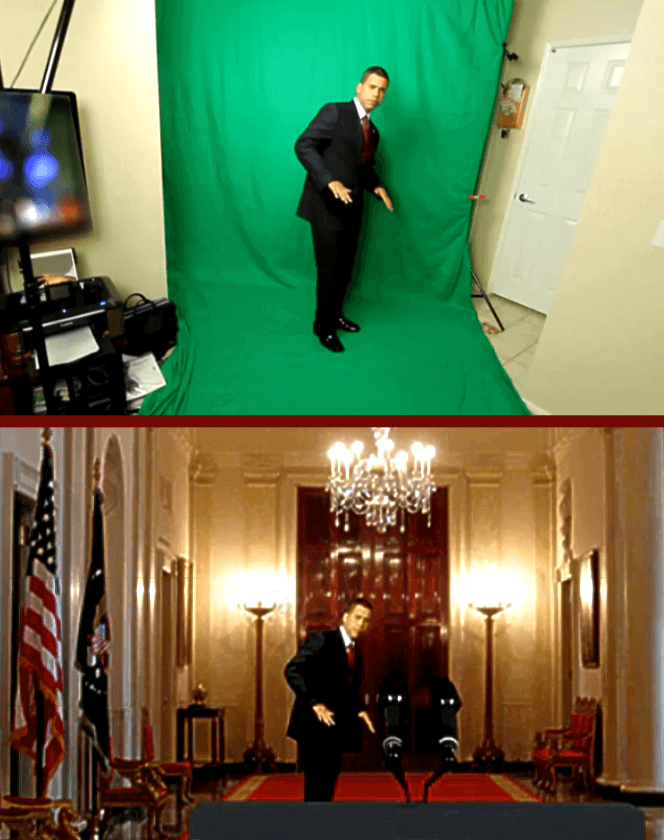
Iman Crosson va demostrar com de pràctica és l'escenografia virtual a un vídeo penjat a YouTube. A la Imatge superior observem una escena de Crosson gravada al seu menjador mitjançant un croma de color verd. A la imatge inferior veiem el resultat final de l'escena després de l'edició on Crosson apareix a la Casa Blanca imitant a Barack Obama.

El croma, clau de color o escenografia virtual (chroma key en anglès) és una tècnica de postproducció i efectes visuals que consisteix en la substitució d'una font del mateix color (normalment algun dels colors primaris, en especial verd i blau) per imatges o vídeos, aconseguint d'aquesta forma una composició. Des del seu descobriment, la tècnica va ser vista com un procés bastant econòmic, és per això que ha estat utilitzada a molts camps de l'audiovisual com la televisió, la fotografia i la indústria dels videojocs. Per fer-ho s'utilitzen programes d'edició o postproducció amb els que s'aconsegueix fer transparent tota una gamma de color prèviament seleccionada que normalment se situa al fons de la gravació o imatge, permetent així inserir una imatge estàtica o vídeo a l'escena.
Aquesta tècnica també rep el nom d'incrustació per separació de color (colour-separation overlay o CSO en anglès), o per pantalla verda i pantalla blava en ser les més utilitzades per la seva realització, ja que difereixen més clarament de la pell humana tot i que també es poden fer servir fons de qualsevol color que sigui uniforme i distint. Ara bé això implica que el color utilitzat al fons no es pugui duplicar.

## Història

### Predecessors
Abans que s'utilitzés la tècnica coneguda com a desplaçament del matte (travelling matte en anglès) i la impressió òptica, la doble exposició es va fer servir per introduir elements en una escena que no estaven presents en l'exposició inicial. Això es va fer mitjançant telons negres on una pantalla verda seria utilitzada avui en dia. George Albert Smith va utilitzar per primer cop aquesta tècnica l'any 1898. L'any 1903 a la pel·lícula Assalt i robatori a un tren d'Edwin S. Porter es va utilitzar la doble exposició per afegir el paisatge que s'hauria de veure des de les finestres del tren.
Per tal que les figures situades al davant del teló es poguessin moure aquestes s'havien de separar manualment del fons negre de cadascun dels fotogrames. L'any 1918 Frank Williams va patentar una tècnica semblant utilitzant el color negre que va ser utilitzada a moltes pel·lícules com l'Home Invisible.
Als anys 20, Walt Disney utilitzà un fons blanc per incloure actors humans als seus dibuixos animats com podem veure a Les comèdies d'Alicia.

### Croma blau
El mètode del croma blau va ser desenvolupat en els anys 1930 a RKO Radio Pictures. A la RKO, Linwood Dunn utilitzà una versió primerenca del matte, que va ser la creació de "tovallons" amb què es duien a terme transicions de capes com si es tractés d'un eixugaparabrisa. Ho podem, veure a pel·lícules com Volant cap a Rio de Janeiro (1933). Larry Butler, amb una escena amb un geni escapant d'una ampolla a "El lladre de Bagdad" (1940) va ser el primer a fer un ús d'un correcte del croma blau. La qual cosa el va portar a guanyar l'oscar als Millors Efectes Especials d'aquell mateix any. El 1950, Arthur Widmer, treballant per la Warner Brothers va començar a investigar la superposició de capes mitjançant llum ultraviolada. Ell també va començar a desenvolupar l'ús del croma blau: una de les primeres pel·lícules on la va utilitzar va ser a l'adaptació del 1958 de la novel·la El vell i la mar d'Ernest Hemingway protagonitzada per Spencer Tracy.
Petro Vlahos va ser guardonat amb un Premi de l'Acadèmia l'any 1964 per la finor amb què feia ús d'aquestes tècniques. La seva en particular destaca per la semblança de la majoria d'objectes reals pel que fa a la intensitat dels colors verd i blau. Zbigniew Rybczyński també va fer les seves contribucions a la tecnologia del croma blau. Una òptica impressora amb dos projectors, una càmera de cinema i un divisor de feix', va servir per a combinar l'actor davant d'un croma blau, juntament amb el fons de la imatge. A principis de la dècada dels 1970, tant a la televisió britànica com a la nord-americana es va començar a utilitzar el croma verd en comptes del blau per a la seva priorització a l'hora de dur a terme la selecció de color. Durant la dècada dels 1980, es van començar a utilitzar miniordinadors (avui coneguts com a servidors) per controlar l'òptica de la impressora. Per a la pel·lícula L'imperi contraataca, Richard Edlund va requerir una impressora òptica quàdruple, que va accelerar el procés de manera considerable a més d'estalviar diners. Va rebre un Premi de l'Acadèmia per la seva innovació.
Durant dècades, les gravacions d'escenes que requerien un desplaçament de matte per a crear certs efectes especials, havien de fer-se en espais tancats al públic, de manera que ni el subjecte ni el fons pogués patir cap canvi des de la perspectiva de la càmera. Més tard amb les càmeres controlades per ordinador i amb tecnologia de control de moviment (motion control en anglès) es va alleujar aquest problema.
Els meteoròlegs a la televisió, sovint, utilitzen un monitor situat fora del camp de la camera on poden observar el resultat final de la composició en directe per veure que és el que estan indicant amb les mans al croma que hi tenen just al darrere seu. Una nova tècnica és la projecció de la composició final d'una forma tènue sobre el croma de tal forma que no afecta el resultat final i el meteoròleg es mostra més natural al públic.
Algunes pel·lícules fan un ús intensiu de l'escenografia virtual per afegir fons que són construïts íntegrament perimatges generades per ordinador (computer-generated imagery o CGI en anglès). D'aquesta manera els actors poden ser filmats per separat i després ajuntar-se en la mateixa escena. En resum, l'escenografia virtual permet als actors estar a qualsevol lloc sense sortir de l'estudi. N'és un exemple clar la comèdia Tosh.0 coneguda per ser rodada íntegrament amb un croma verd.
El desenvolupament dels ordinadors també va facilitar la incorporació de moviments en rodatges compostos, fins i tot quan s'utilitzaven càmeres de mà. Es poden col·locar punts de referència sobre un fons de color (generalment com una graella pintada, una X marcada amb cinta adhesiva, o bé amb pilotes de tenis igualment espaiades que enganxades a la paret). A la postproducció, un ordinador amb el programari adequat pot utilitzar les referències per calcular la posició de la càmera i, d'aquesta manera, processar una imatge que coincideixi perfectament amb la perspectiva i el moviment del primer pla. Els avanços moderns en el programari i el poder computacional han eliminat la necessitat de col·locar els marcadors amb precisió: el programari mostra la seva posició a l'espai (un desavantatge d'això és que requereix un gran moviment de càmera, potser fomentant-se en tècniques modernes de pel·lícules on la càmera sempre està moviment).

## Processament
El subjecte principal és filmat o fotografiat contra un fons consistent en un únic color sol ser de color blau o verd, perquè aquests colors són considerats com els més allunyats de to de la pell. Les parts del vídeo que coincideixen amb la selecció de color són substituïts pel fons alternatiu de vídeo. Aquest procés es coneix comunament com a "composició" (keying en anglès).

### El processament d'un croma verd
El verd s'utilitza com a color de fons més que qualsevol altre color, ja que els sensors d'imatge de les càmeres de vídeo digitals són més sensibles al verd, a causa del patró Bayer que assigna més píxels al canal verd, imitant l'augment de la sensibilitat de l'ull humà a la llum verda. Per tant, el canal de la càmera verda conté el menys "soroll" i pot produir una composició més neta. A més, es necessita menys llum per il·luminar el verd, de nou a causa de la sensibilitat més alta als sensors d'imatge verds. A diferència del fons verd, un fons blau pot coincidir amb el color de l'ull d'un subjecte o amb peces de vestir comuns com ara els pantalons texans.

### El processament d'un croma blau
Abans que l'escenografia virtual fos digital, l'efecte d'un croma blau s'aconseguia imprimint dues copies del negatiu en un film d'alt contrast en blanc i negre. Els colors més clars definien el que era de color blau i la resta el negre. Un desavantatge eren els objectes blancs que es podien donar lloc a confusions. L'eliminació d'aquests es podia fer mitjançant una doble exposició del color positiu, i moltes altres tècniques.
El resultat eren tres films: el negatiu, el matte femení, de fons clar o transparent amb una forma opaca del subjecte en primer pla, i el mate mascle, que és la còpia d'aquest en un altre negatiu d'alt contrast que produïa el contrari.
A continuació es duia a terme la composició combinant el fons negatiu amb el matte femení, i el subjecte negatiu amb el matte mascle.
Avui dia però, el croma blau duu a terme la mateixa funció que el verd.

## Factors a tenir en compte
El factor més important per a poder seleccionar el croma és la separació del color del primer pla (el subjecte) i el fons, per exemple, si el subjecte és predominantment verd, s'utilitzarà un croma blau.
A la televisió analògica a color la selecció d'un color s'aconsegueix comparant la fase del vídeo amb la fase del color prèviament seleccionat. Aquelles porcions de vídeo amb la mateixa fase són substituïdes per un fons alternatiu.
A la televisió digital, el color és representat per tres valors numèrics referents als 3 colors que formen els píxels (vermell, verd i blau) l'escenografia virtual s'aconsegueix per una simple comparació numèrica entre el vídeo i el color preseleccionat. Si el color en un punt concret de la pantalla coincideix (sigui exactament, o en un interval), el vídeo en aquest punt és substituït pel fons alternatiu.

### Il·luminació
El repte més important a l'hora de configurar un croma és la il·luminació i evitar l'ombra, ja que normalment es busca obtenir un color completament pla. Una ombra es presentaria com un color més fosc a la càmera i no podria registrar-se per a la substitució. Això a vegades pot ser vist a retransmissions en directe on els errors no poden ser reparats tan ràpidament. El material que s'utilitza afecta la qualitat i la uniformitat. Per exemple els materials que són brillants presentaran majors dificultats, ja que hi haurà zones que reflectiran la llum. Per contra una superfície de color mat presentarà una gamma de color molt semblant.
Per tal de dur a terme la substitució és necessari crear una clara diferenciació entre el subjecte i el croma. Així doncs per crear la il·lusió que els personatges i els objectes filmats estan presents a l'escena virtual prevista, la il·luminació en les dues escenes ha de presentar una coincidència raonable. Per a escenes exteriors, els dies ennuvolats creen una llum difusa i de color uniforme que pot ser més fàcil d'adaptar a l'estudi, mentre que la llum solar directa ha de coincidir tant en la direcció com en el color de l'hora del dia.
Un rodatge a un estudi amb un croma verd, pot arribar a presentar llum d'ambient del mateix color que el croma a causa de la reflexió de la llum. Aquest efecte és conegut com a vessament (spill en anglès). Això pot semblar poc natural i es pot evitar allunyant el croma dels actors.
De vegades una ombra pot ser utilitzada per crear un efecte visual. Àrees del croma amb una ombra damunt els poden ser reemplaçades amb una versió més fosca de la imatge, fent sembli que realment el subjecte està formant una ombra. Qualsevol vessament del color del croma farà que l'aspecte de resultat sigui antinatural. Una diferència en la longitud focal de les lents utilitzades també pot afectar el resultat final.

### Exposició
Un altre repte per a pantalles blaves o verdes és l'exposició de la càmera. Sobreexposar o subexposar un fons de color pot portar a nivells pobres de saturació. En el cas de càmeres de vídeo, subexposar les imatges pot causar quantitats altes de soroll. Així doncs el fons ha de ser prou brillant per a permetre crear una imatge brillant i saturada.

### Càmera
La profunditat de camp utilitzada per gravar l'escena davant del croma ha de coincidir amb el fons. Això pot significar registrar els actors amb una profunditat de camp més gran del normal.

### Roba
El subjecte situat davant el croma ha d'evitar utilitzar roba que tingui un color similar al color d'aquest, tret que sigui intencional, per exemple, per fer veure que el subjecte no té cos, ja que la roba es pot reemplaçar amb la nova imatge o vídeo. Aquesta tècnica es pot utilitzar per aconseguir un efecte similar al que s'utilitza a les pel·lícules de Harry Potter per crear l'efecte d'una capa d'invisibilitat.
Les dificultats sorgeixen amb el croma blau quan un vestit ha de ser necessàriament blau com per exemple a la pel·lícula Superman a les escenes on apareix volant i a la pel·lícula Spider-Man de 2002, a les escenes on Spider-Man i Green Goblin estan lluitant, Spider-Man havia de ser filmat davant d'un croma verd i el Green Goblin davant d'un de blau. Si ambdós s'haguessin rodat davant del mateix croma, un dels personatges s'hauria tornat transparent.
Perquè hi hagi una divisió clara entre el primer pla i fons, també és important que la roba i els cabells al primer pla tinguin una silueta bastant senzilla, ja que no es poden distingir correctament detalls com el cabell rinxolat. De la mateixa manera, els elements parcialment transparents dels vestits solen causar problemes

## Color de fons
El blau s'utilitza generalment tant per a mapes meteorològics com per a efectes especials, ja que és complementari al to de la pell. L'ús del blau també està lligat a la capa d'emulsió blava del film, per tant assegura un bon detall i un gra mínim.
En el cinema digital, però, el verd s'ha convertit en el color predominant, ja que les càmeres digitals retenen més detalls a través del canal verd, el qual requereix menys llum que el blau per aconseguir la il·luminació correcta. L'elecció del color correspon als especialistes encarregats dels efectes i les necessitats del rodatge. En l'última dècada, l'ús del verd s'ha convertit en dominant en els efectes visuals cinematogràfics. A més, el fons verd es veu afavorit per a la filmació a l'aire lliure, on el cel blau podria aparèixer al marc i, accidentalment, podria ser reemplaçat en el procés.
Encara que el verd i el blau són els més comuns, es pot utilitzar qualsevol color. El vermell sol evitar-se a causa de la seva prevalença en pigments normals de la pell humana, però es pot utilitzar sovint per a objectes i escenes que no impliquen persones. També podem trobar el que es coneix com un croma groc pel qual es necessita un fons blanc on es combina una llum de plató ordiaria i una làmpada de sodi groc brillant. La freqüència de la llum de sodi permet que en entrar per l'òptica es pugui separar de l'altre llum fàcilment amb un prisma per així ser projectada a un altre carret dins la mateixa càmera. Aquest segon film serà clau per a dur a terme la composició, ja que serà en blanc i negre i presentarà alts contrasts.
De vegades, s'utilitza un fons magenta. A algunes aplicacions de diversos programaris, el color magenta o fúcsia es coneix com a "rosa màgic"
Una tècnica més nova es basa a utilitzar una cortina retrorreflectant com a fons, juntament amb un anell de LED de color verd al voltant de la lent de la càmera. Això no requereix un altre focus de llum que els mateixos LED. Aquest avenç va ser possible gràcies a la invenció del LED blau als anys 90.
També hi ha una tècnica d'escenografia virtual que utilitza un espectre de llum invisible per a l'ull humà. Es diu Thermo-Key i utilitza infrarojos per marcar una sèrie de punts de referència que serviran per dur a terme la composició.
Per a Star Trek: The Next Generation, Gary Hutzel i el personal d'Image G van dur a terme el procés de composició mitjançant llum ultraviolada i un fons de color taronja fosforescent que va permetre a l'equip d'efectes especials reduir fins a un 75% del temps total.
En principi, qualsevol tipus de fons encara pot ser utilitzat com un croma en comptes d'un color sòlid. Primer el fons és capturat sense actors o altres elements de primer pla; després, l'escena es filma ja amb els actors substituint el fons que s'ha filmat prèviament. No obstant això pot provocar que objectes d'un color similar al del fons puguin ser eliminats accidentalment. Per aquest motiu un fons amb un patró repetitiu redueix aquest tipus d'incidents.

## Programació
Hi ha diverses tècniques per a la implantació de l'escenografia virtual al programari.
A la majoria de versions, una funció f(r, g, b) → α s'aplica a cada píxel de la imatge. α ≤ 0 significa que el píxel és plenament verd, α ≥ 1 significa que el píxel és totalment en primer pla, i valors intermedis indiquen que el píxel és pràcticament cobert (o és transparent). A més la funció g(r, g, b) → (r, g, b) és necessària per evitar el vessament de color verd a altres objectes del fons.
Una funció molt simple per a la pantalla verda és A(r+b) - Bg on A i B són constants modificables per l'usuari amb un valor per defecte 1.0. Una altra molt senzilla n'és g() és (r, min(g,b) b).